# Joel López Pissano
Joel Brandon López Pissano (Rosario, 6 de enero de 1997) es un futbolista argentino. Juega como mediocentro y su equipo actual es Gualberto Villarroel de la Primera División de Bolivia.

## Clubes

### Rosario Central
Debutó profesionalmente con Rosario Central, se incorporó a las divisiones juveniles del club de Barrio Arroyito en la categoría 11° en el 2011; su habitual posición ha sido la de enganche, teniendo participaciones también como mediocampista por izquierda y por derecha. Jugando ya en el equipo de división reserva, afrontó la Copa Santa Fe, torneo regional de mayores pero que la institución auriazul decidió jugar con estos jugadores; disputó en ella cinco partidos y se consagró campeón, siendo entrenado por Leonardo Fernández. Al asumir este director técnico la conducción del primer equipo, López fue llevado con el mismo a la pretemporada durante el verano de 2018, donde fue promovido al plantel principal. El 3 de febrero se produce su debut en el Campeonato de Primera División, cuando en el cotejo válido por la 14.ª jornada ante Unión de Santa Fe (triunfo 1-0) remplazó en el minuto 87 a Andrés Lioi. Dos fechas después tuvo su primera vez como titular en el 5-0 versus Olimpo; sumó otras diez presencias en el certamen y también un gol, a Vélez Sarsfield el 11 de marzo en Liniers, igualdad en dos tantos. Debutó internacionalmente por Copa Sudamericana 2018, completando el partido de ida de la primera ronda frente a São Paulo Futebol Clube de Brasil (0-0 en el Gigante de Arroyito).

### Emelec
Luego de perder espacio en el plantel principal, el 25 de julio del 2018 fue anunciado como nuevo refuerzo de Emelec. La operación fue a préstamo por un año con un cargo de U$S 200 mil y una opción de compra de U$S 2.5M por el 50% del pase. Fue un pedido exclusivo de Mariano Soso quien necesitaba un enganche. Luego de un gran semestre en el 2018, directivos del canalla viajaron a Ecuador para que Lopez Pissano regrese a Rosario por pedido de Edgardo Bauza, sin embargo, no se pudo gestionar su retorno. Afrontó la Copa Libertadores 2019.
Luego de tener ofertas del fútbol griego y del fútbol colombiano, regresó a Rosario Central para luchar un puesto en el equipo titular. La segunda parte del 2019 jugó en la reserva, siendo uno de los hombres más importantes del equipo de Kily González. Fue el mismo Kily que en el 2020 le dio oportunidades en el equipo principal.
Para el 2021 fue cedido préstamo sin cargo y sin opción de compra al Orense por toda la temporada, donde tuvo bastante continuidad. Jugó al lado de sus compatriotas Arián Pucheta, Nico Czornomaz, Alan Murialdo y Bruno Vides.
Al tener conocimiento de que no iba tener continuidad por Cristian González en Rosario Central, para el año 2022 se fue a préstamo por una temporada al Atlético Grau, recién ascendido a la Liga1 (Perú).
Luego de su gran paso por Atlético Grau, para el 2024 fue fichado por Sport Boys, sin embargo en el club rosado no pudo repetir sus buenas actuaciones que tuvo en el equipo piurano.

## Estadísticas
Actualizado al último partido disputado: 29 de octubre de 2023.
| Club                                                                              | Div.          | Temporada     | Liga  | Liga  | Liga   | Copas nacionales(1) | Copas nacionales(1) | Copas nacionales(1) | Copas internacionales | Copas internacionales | Copas internacionales | Total(2) | Total(2) | Total(2) |
| Club                                                                              | Div.          | Temporada     | Part. | Goles | Asist. | Part.               | Goles               | Asist.              | Part.                 | Goles                 | Asist.                | Part.    | Goles    | Asist.   |
| --------------------------------------------------------------------------------- | ------------- | ------------- | ----- | ----- | ------ | ------------------- | ------------------- | ------------------- | --------------------- | --------------------- | --------------------- | -------- | -------- | -------- |
| Rosario Central Argentina                                                         | 1.°           | 2017-18       | 12    | 1     | 0      | 0                   | 0                   | 0                   | 1                     | 0                     | 0                     | 13       | 1        | 0        |
| Rosario Central Argentina                                                         | 1.°           | 2020          | 6     | 0     | 1      | -                   | -                   | -                   | -                     | -                     | -                     | 6        | 0        | 1        |
| Rosario Central Argentina                                                         | Total club    | Total club    | 18    | 1     | 1      | -                   | -                   | -                   | 1                     | 0                     | 0                     | 19       | 1        | 1        |
| Emelec · Ecuador                                                                  | 1.°           | 2018          | 19    | 0     | 8      | -                   | -                   | -                   | -                     | -                     | -                     | 19       | 0        | 8        |
| Emelec · Ecuador                                                                  | 1.°           | 2019          | 4     | 0     | 0      | 2                   | 0                   | 1                   | 3                     | 0                     | 1                     | 9        | 0        | 2        |
| Emelec · Ecuador                                                                  | Total club    | Total club    | 23    | 0     | 8      | 2                   | 0                   | 1                   | 3                     | 0                     | 1                     | 28       | 0        | 10       |
| Orense · Ecuador                                                                  | 1.°           | 2021          | 24    | 2     | 4      | -                   | -                   | -                   | -                     | -                     | -                     | 24       | 2        | 4        |
| Orense · Ecuador                                                                  | Total club    | Total club    | 24    | 2     | 4      | -                   | -                   | -                   | -                     | -                     | -                     | 24       | 2        | 4        |
| Atlético Grau · Perú                                                              | 1.ª           | 2022          | 34    | 6     | 11     | -                   | -                   | -                   | -                     | -                     | -                     | 34       | 6        | 11       |
| Atlético Grau · Perú                                                              | 1.ª           | 2023          | 24    | 4     | 3      | -                   | -                   | -                   | -                     | -                     | -                     | 24       | 4        | 3        |
| Atlético Grau · Perú                                                              | Total club    | Total club    | 58    | 10    | 14     | -                   | -                   | -                   | -                     | -                     | -                     | 58       | 10       | 14       |
| Total carrera                                                                     | Total carrera | Total carrera | 123   | 13    | 27     | 2                   | 0                   | 1                   | 4                     | 0                     | 1                     | 129      | 13       | 29       |
| (1) Incluye datos de la Copa Ecuador. (2) No incluye goles en partidos amistosos. |               |               |       |       |        |                     |                     |                     |                       |                       |                       |          |          |          |

## Palmarés

### Torneos regionales
| Equipo          | Federación  | País      | Título        | Año  |
| --------------- | ----------- | --------- | ------------- | ---- |
| Rosario Central | Santafesina | Argentina | Copa Santa Fe | 2017 |

Otros logros :
- Subcampeón del Campeonato Ecuatoriano de Fútbol 2018 con Emelec